# Serema
Serema (Seema) ist eine osttimoresische Aldeia im Suco Namolesso (Verwaltungsamt Lequidoe, Gemeinde Aileu). 2015 lebten in der Aldeia 877 Menschen.

## Geographie und Einrichtungen
Die Aldeia Serema liegt im Osten des Sucos Namolesso. Östlich befindet sich die Aldeia Lacabou. Im Norden grenzt Serema an den Suco Fahisoi und im Osten und Süden an den Suco Acubilitoho. Eine Straße führt durch den Süden der Aldeia von Ost nach Westen. An ihr liegt ein Großteil der Besiedlung der Aldeia. So die Siedlung Serema, die mit den Siedlungen im Westen verbunden ist und so einen Teil von Namolesso, dem Hauptort des Sucos bildet. Nah der Ostgrenze zweigt eine kleine Straße nach Norden ab, an der das Dorf Quiricae/Hautoho sich befindet.
In Serema befindet sich der Sitz des Verwaltungsamtes Lequidoe. Das Gebäude wurde am 9. September 2022 eingeweiht.